# Chlaenius fenestratus
Chlaenius fenestratus is een keversoort uit de familie van de loopkevers (Carabidae). De wetenschappelijke naam van de soort is voor het eerst geldig gepubliceerd in 1876 door  baron Maximilien de Chaudoir. De soort komt voor in Zuid-Afrika. De exemplaren in het bezit van de Chaudoir waren afkomstig uit de streek rond Port-Natal (het huidige Durban).